# Skipped Parts
Skipped Parts, também conhecido como The Wonder of Sex (bra: Skipped Parts; prt: Adolescência Perdida), é um filme coming of age de comédia dramática estadunidense de 2001 dirigido por Tamra Davis, e estrelado por Jennifer Jason Leigh, Bug Hall, Mischa Barton, Drew Barrymore, e Brad Renfro. O enredo segue um jovem adolescente e sua mãe rebelde que se mudam para Wyoming, narrando suas angústias e a descoberta de sua sexualidade. O roteiro foi adaptado por Tim Sandlin, de seu próprio romance homônimo de 1991.
Depois de rodar em festivais de cinema em 2000, o filme teve um lançamento limitado pela Trimark Pictures. Foi filmado em Indian Head, Saskatchewan, Regina, Saskatchewan , Fort Qu'Appelle, Saskatchewan e Regina Beach, Saskatchewan .

## Enredo
Em 1963, a liberal e imprudente Lydia Callahan está criando seu filho de 14 anos, Sam. O pai de Lydia, um proeminente empresário local, está concorrendo ao governo da Carolina do Norte e não quer Lydia e Sam em seu caminho, então os dois são banidos da Carolina do Norte. Eles viajam pelo país e se estabelecem em Wyoming, onde Lydia só quer se divertir e se recusa a permitir que Sam a chame de "mãe".
Sam logo descobre que ele é um dos dois únicos alunos da Gro Vont High School que lêem. A outra é Maurey, uma garota da mesma idade de Sam que quer aprender sobre sexo. Como consequência de suas descobertas mútuas, Maurey engravida. Ela decide fazer um aborto em um hospital distante e, por acidente, encontra sua mãe e o treinador de beisebol que também está lá com a mesma intenção.
Depois disso, Maurey vai morar com Lydia e Sam, já que seu pai a expulsou de sua casa. Enquanto isso, Hank Elkrunner, um Blackfoot, se apaixona pela irresponsável Lydia, enquanto seu pai ditatorial os acompanha de longe.
No final, Maurey decidiu não fazer um aborto e ficou com o bebê, uma menina chamada Shannon. Depois de ser ameaçada de corte financeiro, a menos que ela rompa com Hank e deixe Sam ir para a Escola Militar, Lydia decide ficar com Hank e consegue um emprego em uma lanchonete local. Além disso, Hank vende seu trailer e vai morar com Sam e Lydia, junto com Maurey e Shannon, que decidem se mudar permanentemente. O filme termina com Sam terminando o flashback da história, com Shannon por perto.
Ao longo do filme, Sam tem muitas fantasias oníricas que estrelam Drew Barrymore como o tema de suas fantasias.

## Elenco
- Drew Barrymore como garota das fantasias
- Jennifer Jason Leigh como Lydia Callahan
- Bug Hall como Sam Callahan
- Mischa Barton como Maurey Pierce
- Brad Renfro como Dothan Talbot
- R. Lee Ermey como Caspar Callahan
- Peggy Lipton como Laurabel Pierce
- Michael Greyeyes como Hank Elkrunner
- Angela Featherstone como Delores
- Andrea Menard as Dot
- Alison Pill como Chuckette Morris

## Produção
Embora ambientado no Wyoming, o filme foi rodado em Saskatchewan, Canadá no verão de 1999.

## Lançamento
O filme estreou no Festival Internacional de Cinema de Seattle em 6 de junho de 2000. Foi posteriormente lançado nos cinemas nos Estados Unidos em 5 de fevereiro de 2001.

## Mídia doméstica
A Trimark Home Entertainment lançou o filme em DVD em 2001.

## Censura
No filme, há algumas cenas privadas que são avaliadas como +19 e algumas cenas de nudez e sexo proibidas, na cena de clipe de um casal tirando suas roupas e expondo suas roupas íntimas, em outra cena de clipe Maurey e Sam tirando suas roupas e cuecas enquanto a cena é removida por idade restrita.